# Desmopsis microcarpa
Desmopsis microcarpa R.E.Fr. – gatunek rośliny z rodziny flaszowcowatych (Annonaceae Juss.). Występuje naturalnie w Nikaragui, Kostaryce oraz Panamie. 

## Morfologia
PokrójZimozielone drzewo lub krzew dorastające do 1,5–15 m wysokości. Młode pędy są owłosione.
LiścieMają eliptyczny kształt. Mierzą 4,5–24 cm długości oraz 1,5–10 cm szerokości. Nasada liścia jest klinowa lub rozwarta. Wierzchołek jest ostry lub spiczasty. Ogonek liściowy jest owłosiony i dorasta do 3–9 mm długości.
KwiatyZebrane po 2–3 w pęczki. Rozwijają się w kątach pędów. Działki kielicha mają owalny kształt i dorastają do 6–8 mm długości. Płatki zewnętrzne mają owalny kształt i osiągają do 33 mm długości, natomiast wewnętrzne są trójkątne i mierzą 35 mm długości. Kwiaty mają 8–17 słupków.
OwocePojedncze. Mają elipsoidalnie cylindryczny kształt. Osiągają 21 mm długości. Osadzone są na szypułkach.

## Biologia i ekologia
Rośnie w wilgotnych wiecznie zielonych lasach. Występuje na terenach nizinnych. Owoce pojawiają się w lipcu.